# ST Aerospace A-4SU Super Skyhawk
...et histoire des A-4 Skyhawk singapouriens.
Pour les articles homonymes, voir A-4.
Le ST Aerospace A-4SU Super Skyhawk était une évolution majeure de l'avion d'attaque au sol américain A-4S Skyhawk, initialement conçu par la Douglas Aircraft Company au début des années 1950. Cette modernisation fut entreprise par Singapore Aircraft Industries (SAI) — désormais ST Aerospace — au cours des années 1980.
L'appareil fut utilisé exclusivement par la Force aérienne de la république de Singapour (en anglais : Republic of Singapore Air Force, RSAF), servant dans le rôle de chasseur-bombardier de 1989 à 2005, lors de son retrait du service en première ligne. Depuis le milieu de l'année 1999, l'A-4SU endossa le rôle supplémentaire d'être l'avion d'entraînement avancé officiel de la RASF, au sein du programme d'entraînement avancé AJT (Advanced Jet Training), qui fut effectué par un détachement installé sur la base aérienne de Cazaux, en France.

## Conception et développement

### A-4SetTA-4S

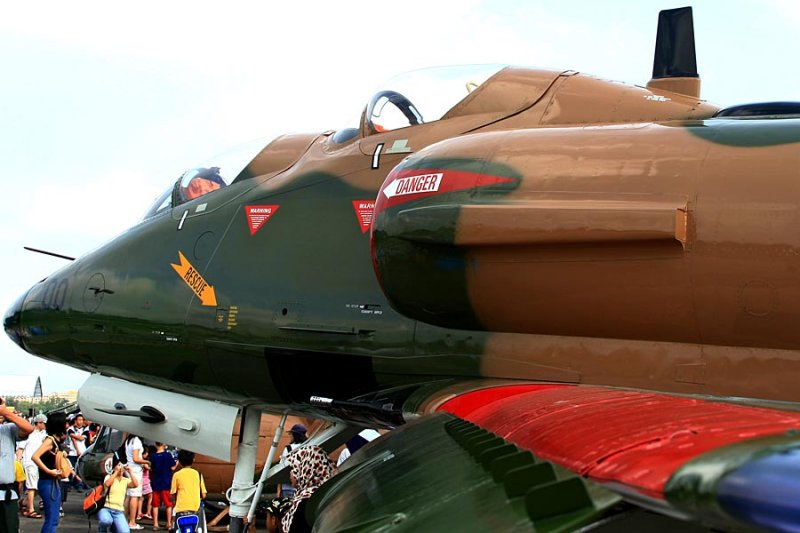
Double cockpit d'un TA-4SU. La rangée de générateurs de vortex sur les becs de bord d'attaque et l'entrée d'air dynamique montée sur le côté gauche pour le refroidissement du moteur sont uniques au TA-4SU. Le frein de bouche couleur chrome du canon Colt Mk.12 est également visible.

Dès l'année 1973, la Force aérienne de la république de Singapour (RSAF) commença à acquérir des Skyhawks. Le premier lot de plus de cinquante appareils — des anciens A-4B de la Marine américaine — fut commandé puis subséquemment réquisitionné dans les stocks du Military Aircraft Storage and Disposition Center (MASDC, actuellement AMARG), situé sur la base aérienne Davis-Monthan, en Arizona, puis envoyé à Lockheed Aircraft Service (LAS) à Ontario, en Californie, et sa subsidiaire Lockheed Aircraft Service Singapore (LASS), à Singapour. Ils y subirent une révision et une rénovation majeures.
Ces avions resurgirent ensuite en tant qu'A-4S monoplaces (44 cellules) et TA-4S biplaces (3 cellules), tous ayant reçu plus de cent modifications. Celles-ci incluaient un nez légèrement plus long, pour recevoir un équipement avionique nouveau, cinq points d'emports au lieu des trois habituels, une antenne ADF en forme de selle sur le dos du fuselage, des plaques de blindage pour le cockpit, des destructeurs de portance (spoilers), une perche de ravitaillement coudée, la capacité à tirer des missiles air-air AIM-9 Sidewinder et un logement pour un parachute de freinage sous la tuyère moteur de l'A-4AB d'origine. Comme pour les A-4H israéliens, qui furent armés d'une paire de canons DEFA de 30 mm, les avions singapouriens furent armés de canons ADEN de calibre 30 mm à la place des canons Colt Mk.12 (en) de calibre 20 mm originaux. Une commande ultérieure pour quatre cellules d'entraînement biplaces fut placée en 1976, ces appareils rejoignant la RSAF en 1977,.
Les appareils d'entraînement n'étaient pas des TA-4 standards, avec un cockpit commun pour l'instructeur et l'élève, mais furent à la place reconstruits par Lockheed avec un insert de 710 mm dans le fuselage avant et une verrière en bulle séparée pour l'instructeur derrière le cockpit de l'élève, lui offrant ainsi une bien meilleure vision périphérique. Cette modification était unique pour la RSAF mais pas pour Lockheed, qui avait déjà réalisé de tels agencements de cockpits avec les avions SR-71B et TU-2S, versions d'entraînement des SR-71 et U-2 qui possédaient également des cockpits décalés. Après leur conversion, ces avions d'entraînement TA-4S furent équipés du turboréacteur d'origine Wright J65, comme sur les A-4B/C, au lieu des Pratt & Whitney J52 utilisés par les biplaces d'entraînement TA-4F/F construits spécifiquement pour ce rôle par Douglas. Ce fut la raison principale pour laquelle la RSAF décida de ne pas se procurer de TA-4E/F (si à la place une commande avait été placée), qui aurait obligé la force aérienne à effectuer la maintenance de deux moteurs différents pour des appareils essentiellement similaires.
Tous les monoplaces furent ensuite retirés du service, lorsque la version améliorée A-4SU commença à entrer en service. Les biplaces par contre furent améliorés et maintenus en service.

### A-4S-1etTA-4S-1
Un second lot de 70 cellules fut commandé — un mélange d'A-4B et A-4C ex-US Navy — en 1980. Ces appareils furent directement livrés à Singapour pour être reconstruits, les A-4C devenant les A-4S-1, tandis que les A-4B devaient rester en stockage pour servir de sources de pièces détachées. En parallèle avec un petit nombre de TA-4S-1, ces nouveaux Skyhawks — caractérisés par une perche de ravitaillement droite au lieu de la version coudée des A-4S/TA-4S originaux — rejoignirent la RSAF en tant que remplaçants des appareils usés, dès 1982. Toutefois, ces cellules conservèrent les canons de 20 mm Colt Mk.12 originaux des A-4C.
En 1983, une troisième commande de huit TA-4S vit seize A-4B de l'Aerospace Maintenance and Regeneration Center (AMARC, actuellement AMARG) être convertis et reconstruits en tant que huit avions d'entraînement TA-4S-1.

### A-4SUetTA-4SUSuper Skyhawk

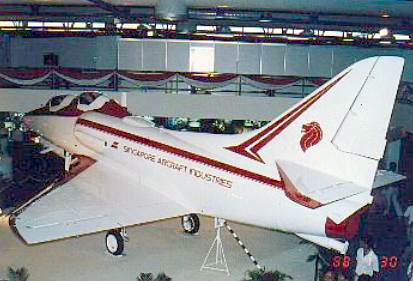
Une maquette à échelle 1 du TA-4SU, exposée sur le stand de Singapore Aircraft Industries (SAI), lors de l'exhibition Asian Aerospace de 1988.

En 1985, constatant que quatre A-4S avaient été retirés du service dans des accidents séparés, associé aux faibles taux de disponibilité de la flotte originale d'A-4S, la RSAF mena une enquête, qui révéla que malgré un potentiel restant encore élevé pour les cellules, les moteurs Wright J65 utilisés par les Skyhawks étaient trop vieux, et les pièces détachées qui étaient associées devenaient difficiles et chères à obtenir. Par conséquent, la RSAF décida de faire évoluer les A-4S et TA-4S plutôt que de les remplacer.
SAI reçut le contrat comme entreprise principale liée au projet d'évolution et le turbofan sans postcombustion General Electric F404-GE-100D fut sélectionné comme nouveau groupe propulseur. Le projet de mise à jour s'étendit plus tard pour couvrir l'intégralité de la flotte des plus récents A-4S-1, ainsi que pour profiter de l'opportunité de complètement moderniser l'installation avionique de l'appareil : L'avion allait désormais disposer d'un chercheur/désignateur laser Pave Penny (en) dans le nez, un système de navigation inertielle (INS), un système de navigation TACAN, des récepteurs d'alerte radar (RWR) avant et arrière et des éjecteurs de leurres radar (bandelettes) et infrarouges (fusées).
Les versions modernisées A-4SU et TA-4SU, avec leur nouveau moteur General Electric F404, disposaient de 29 % de poussée supplémentaire, qui résultat en une réduction du temps de décollage de 30 % ainsi qu'une augmentation de charge utile, de distance franchissable et de vitesse maximale. La vitesse maximale au niveau de la mer était désormais de 1 130 km/h, et la vitesse de croisière maximale à 30 000 pieds (9 100 m) était de 826 km/h,.

## Carrière opérationnelle

### En service

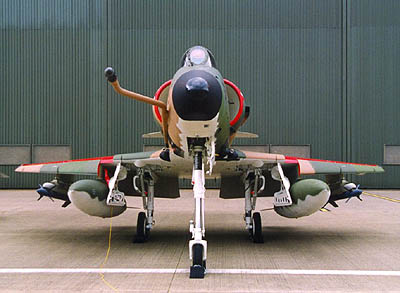
Photo de face d'un A-4SU Super Skyhawk. Notez la perche de ravitaillement coudée, les becs de bord d'attaque en position basse et la prise d'air dynamique. Des AIM-9 Sidewinder inertes (peints en bleu) sont également accrochés sous les pylônes extérieurs de l'appareil.

En 1974, le RSAF reçut suffisamment d'A-4S rénovés pour former les escadrons no 142 (en) et no 143 (en), qui furent basés respectivement sur les bases aériennes de Tengah et Changi (en). Au sein de la Force aérienne de la république de Singapour (RSAF), les A-4S et TA-4S reçurent des numéros de série à trois digits commençant par un 6 (ex : 600, 651…).
À partir de 1982, les A-4S-1 et TA-4S-1 rejoignirent progressivement la RSAF comme remplaçants des appareils usés, un équilibre étant atteint en 1984 pour permettre la création d'une nouvelle unité, l'escadron no 145 (en), qui fut également basé sur la base aérienne de Tengah. Ces appareils reçurent des numéros de série à trois digits commençant par un 9 (ex : 900, 929…).
En tout, environ 150 appareils — tous des A-4B et A-4C — furent acquis par Singapour.
Les A-4SU Super Skyhawks modernisés furent d'abord reçus par le 143e escadron, puis le 142e et le 145e, à partir de l'année 1989. L'avion fut aussi utilisé par l'équipe d'acrobatie aérienne Black Knights (en), pour les manœuvres aériennes de précision, de 1990 à 2000,,.

### Fin du service dans les unités de première ligne

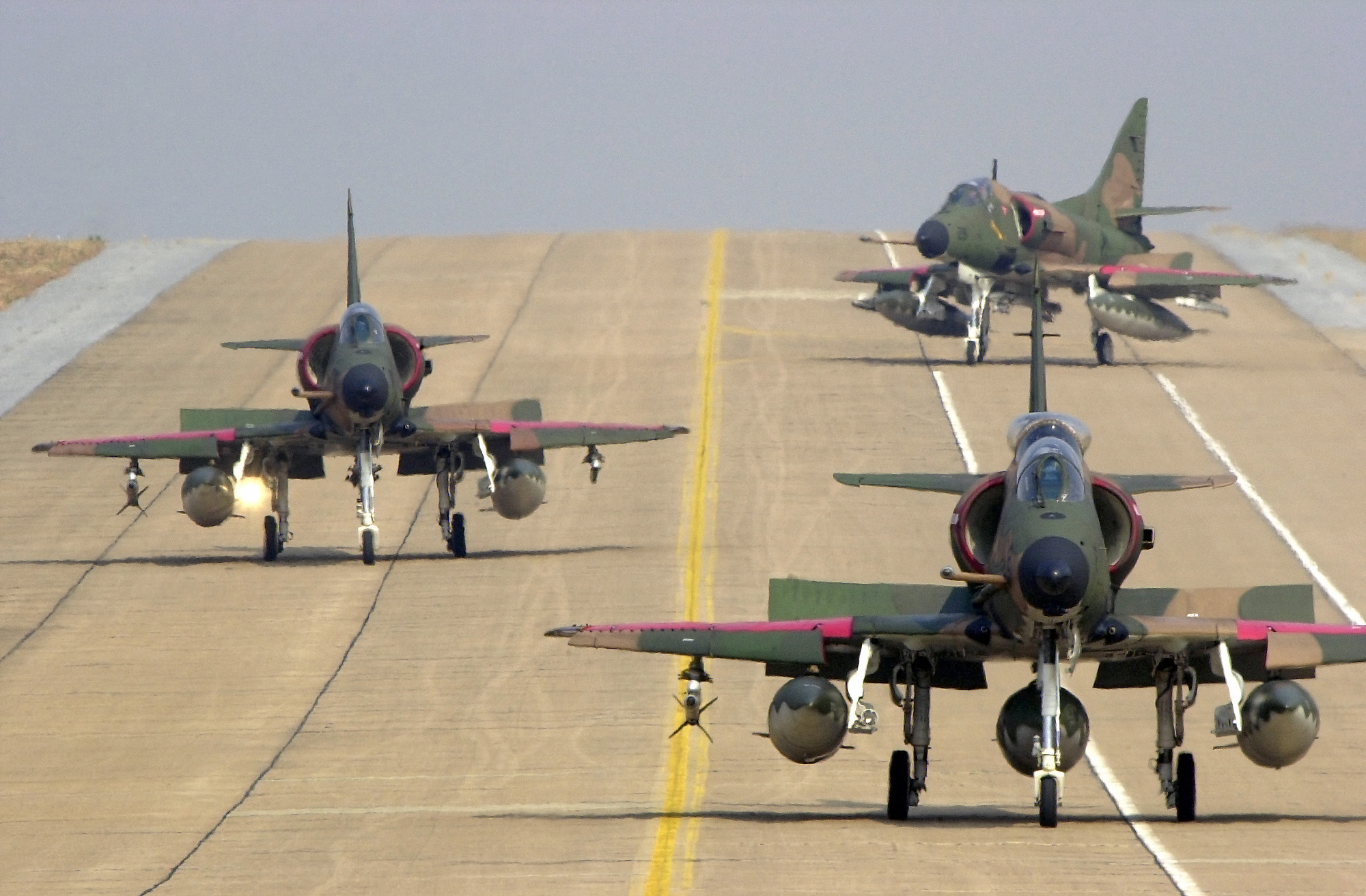
Un TA-4SU en position de leader devant deux A-4SU, sur la base aérienne de Korat, en Thaïlande, pendant l'exercice Cope Tiger '02.

Après 31 ans d'opérations, la RSAF retira officiellement sa flotte de Super Skyhawks des unités de combat opérationnelles à Singapour, le 31 mars 2005. Les réalisations des A-4SU incluaient un vol direct de Singapour vers les Philippines, incluant la toute première mission de ravitaillement en vol de la RSAF, en 1986, ainsi que la démonstration acrobatique des Super Skyhawks rouges et blancs des Black Knights pendant les expositions Asian Aerospace des années 1990, 1994 et 2000. Il fut utilisé une dernière fois par les Black Knights à l'occasion de la parade de la fête nationale singapourienne (en), le 9 août 2000. Un mois avant son retrait des unités de première ligne, l'escadron de Skyhawks no 145 remporta les honneurs dans un exercice d'attaque mené contre ses rivals plus modernes F-16 et F-5, et émergea comme l'escadron hissé au plus haut niveau au cours de la compétition inter-unités des forces armées singapouriennes, un titre qu'il détenait depuis l'année 2000.
Le 5 octobre 2005, un A-4SU fut donné à l'École polytechnique de Singapour (en) pour servir de plateforme technique d'étude aux élèves,. Dans la foulée, l'École polytechnique de Ngee Ann (en),, l'École polytechnique de Temasek (en) et l'université de technologie de Nanyang reçurent chacune un A-4SU Skyhawk.
Deux des A-4SU mis à la retraite furent également donnés au Musée de l'Air et de l'Espace, en France, pour y être exposés en statique. Le 12 janvier 2006, une cérémonie pour la signature d'un certificat de transfert et d'acceptation (en anglais : Certificate of Transfer and Acceptance) eut lieu entre des représentants de la RSAF et du musée français, sur la base aérienne de Cazaux, en France. Depuis, seul le 928 est exposé dans le hall « Rosette » du musée, tandis que le 941 reste en stockage,.

### Rôle secondaire
En 1998, le Gouvernement français proposa à la RSAF d'utiliser les installations de la base aérienne 120 Cazaux. Un contrat de location de 25 ans pour l'entreposage de 18 appareils A-4SU et environ 250 membres de la RSAF et leurs familles fut signé plus tard dans la même année. De retour à Singapour, le 143e escadron fut désactivé en 1997, et ses avions furent transférés à l'escadron no 150, qui avait abandonné ses avions d'entraînement de base SIAI Marchetti SF.260. Le nouvel escadron reprit ensuite le rôle de l'entraînement avancé sur avions à réaction, utilisant ses avions comme avions d'entraînement de pointe pour les pilotes de la RSAF. Cette réorganisation en fit le candidat tout désigné pour aller en France, et les premiers des 18 avions furent « emballés » et envoyés en France par bateau au milieu de l'année 1999, dans le cadre du programme d'entraînement avancé AJTP (Advanced Jet Training Program) de la RSAF.
Les onze appareils d'entraînement restants — quatre A-4SU et sept TA-4SU — devaient initialement être retirés du service en 2007, mais ils restèrent en service jusqu'à la livraison de leurs remplaçants, douze Aermacchi M-346, qui eut lieu entre 2012,, et 2014.

## Versions
- A-4SU Super Skyhawk : Version évoluée de l'A-4S-1 ;
- TA-4SU Super Skyhawk : Version évoluée des avions d'entraînement TA-4S et TA-4S-1.

## Utilisateurs
- Singapour :

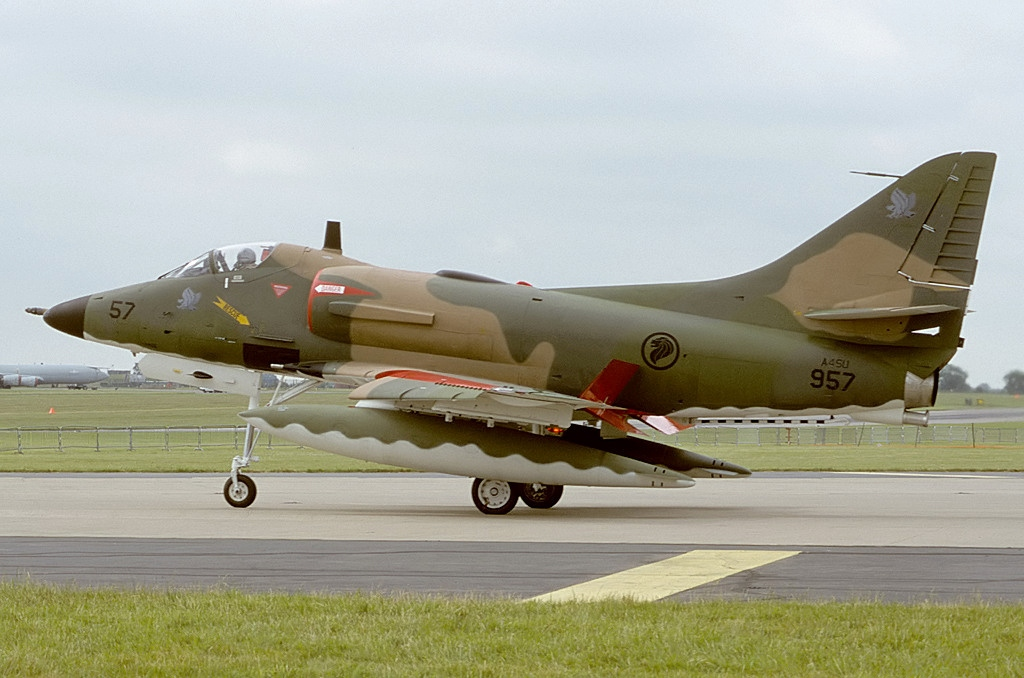
Un A-4SU de l'escadron no 150, photographié à RAF Waddington pendant le Waddington International Air Show de 2000.

  - Republic of Singapore Air Force (RSAF, Force aérienne de la république de Singapour) :
    - Escadron no 142 (en) : Désactivé le 1er avril 2005, il a été le dernier escadron opérationnel à utiliser les Super Skyhawks. Il a été réactivé en 2015 pour recevoir des F-15SG, version du F-15E conçue pour Singapour[6] ;
    - Escadron no 143 (en) : Désactivé en 1997, après avoir transféré ses A-4SU à l'escadron no 150, il a été réactivé en 2003 lors de son passage sur F-16C/D[6] ;
    - Escadron no 145 (en) : Passé sur F-16C/D le 30 avril 2003[6] ;
    - Escadron no 150 (en) : Passé sur M-346 en 2012[24].

  - L'équipe acrobatique des Black Knights (en) utilisa l'A-4SU de 1990 à 2000. Ils passèrent ensuite sur une formation « tout F-16 » à six avions pour leurs démonstrations pendant le meeting aérien de Singapour en 2008[6],[8].

## Exemplaires en exposition
De nombreux exemplaires sont actuellement en exposition dans divers lieux :
- A-4S (600) BuNo 142850, en exposition statique au Singapore Discovery Centre (en)[25] ;
- A-4S (690) BuNo 144979, en exposition statique à l'institut militaire SAFTI (en)[25] ;
- A-4S (607) BuNo 145013, en exposition statique au musée de la Force aérienne de la république de Singapour[25] ;
- TA-4S (651) BuNo 145047, fuselage avant et cockpit en exposition statique au musée de la Force aérienne de la république de Singapour[25] ;
- A-4SU (928) BuNo 147797, en exposition statique au musée de l'Air et de l'Espace à Paris[15], tandis qu'un autre A-4SU (941, BuNo 145071) est en stockage[16] ;
- A-4SU (929) BuNo 145073, gate guardian au musée de la Force aérienne de la république de Singapour[26] ;
- TA-4SU (900) BuNo 147742, en exposition statique au musée de la Force aérienne de la république de Singapour[26].

## Spécifications techniques (A-4SU)
Données de International Directory of Military Aircraft, Skyhawk.org
Caractéristiques générales
- Équipage : 1 pilote (2 membres pour la version biplace TA4-SU – instructeur + élève)
- Longueur : 12,72 m
- Envergure : 8,38 m
- Hauteur : 4,57 m
- Surface alaire : 24,1 m2
- Masse à vide : 4 650 kg
- Masse maximale au décollage : 10 205 kg
- Moteur : 1 turboréacteur à double flux General Electric F404-GE-100D, 48,4 kN

 Performances 
- Vitesse maximale : 1 128 km/h
- Distance franchissable : 3 220 km  (avec trois réservoirs externes largables)
- Plafond : 12 192 m
- Vitesse ascensionnelle : 3 300 m/min
- Charge alaire : 344,4 kg/m2
- Rapport poids-poussée : 0,55

Armement

- Canons : Deux canons ADEN de 30 mm, approvisionnés de 200 coups chacun.
- Points d'emports : 5 points d'emport (un sous fuselage + quatre sous les ailes), pour une capacité d'emport maximale de 4 500 kg, avec diverses combinaisons :
  - Roquettes : Pods LAU-5003 (19 roquettes CRV7 (en) de 70 mm) ou LAU-10 (4 roquettes Zuni de 127 mm), ou pods Matra (18 roquettes SNEB de 68 mm) ;
  - Bombes : Bombes guidées laser de la série Paveway ou bombes non guidées de la série Mark 80 (ex : Mk.82), incluant les bombes d'exercice de 3 et 14 kg ;
  - Missiles : Missiles air-air AIM-9M Sidewinder ou missiles air-sol AGM-65 Maverick ;
  - Autres : Jusqu'à trois réservoirs largables de 1 400 litres chacun. Seuls les pylônes 2, 3 et 4 (fuselage + intérieurs d'ailes) sont équipés de canalisations pour recevoir des réservoirs de carburant.

Avionique

- Radar de télémétrie et cartographie Stewart-Warner AN/APQ-145[27] ;
- Affichage tête haute/système d'arme GEC/Ferranti 4510 ;
- Système de navigation inertielle Litton LN-93 ;
- Écrans multifonctions BAE Systems MED-2067 ;
- Système d'acquisition/poursuite laser Lockheed Martin AN/AAS-35V Pave Penny (en), compatible avec les bombes Paveway.